# Operation Alba
Die Operation Alba (italienisch: „Morgendämmerung“, aber auch angelehnt an Albanien) bezeichnet den Einsatz einer multinationalen Schutztruppe, die im April 1997 unter einem Mandat des Sicherheitsrats der Vereinten Nationen nach Albanien entsandt wurde. Unter der Führung Italiens sollte die Mission die albanische Regierung bei der Wiederherstellung der öffentlichen Sicherheit und Ordnung im Land nach dem „Lotterieaufstand“ unterstützen.

## Art der Mission
Die albanische Übergangsregierung, geleitet von Bashkim Fino, hatte sich am 28. März 1997 über ihren UN-Vertreter an den UN-Sicherheitsrat gewandt und um ein internationales Eingreifen zur Befriedung der Unruhen gebeten. Parallel dazu hatte Italien einen Tag zuvor signalisiert, dass es sich eine führende Rolle in einer von den Vereinten Nationen legitimierten Mission vorstellen könnte.
Am 28. März 1997 verabschiedete der Sicherheitsrat dann die Resolution 1101. In der Resolution heißt es:

“[…][The Security Council] welcomes the offer made by certain Member States to establish a temporary and limited multinational protection force to facilitate the safe and prompt delivery of humanitarian assistance, and to help create a secure environment for the missions of international organizations in Albania, including those providing humanitarian assistance. […], welcomes further the offer by a Member State contained in its letter […] to take the lead in organizing and commanding this temporary multinational protection force […].”

„[Der Sicherheitsrat] […] begrüßt das Angebot einger Mitgliedstaaten, eine befristete und begrenzte multinationale Schutztruppe einzurichten, die die sichere und rasche Gewährung humanitärer Hilfe erleichtern und dabei behilflich sein soll, ein sicheres Umfeld für die Missionen der internationalen Organisationen in Albanien zu schaffen, namentlich für diejenigen, die humanitäre Hilfe leisten […], begrüßt ferner das in dem Schreiben eines Mitgliedstaats […] enthaltene Angebot, die Organisation und das Kommando über diese befristete multinationale Schutztruppe zu übernehmen […].“

Bei der Operation Alba handelte es sich um keine „klassische“ UN-Friedensmission. Mit der Resolution wurde der Fokus der Mission eindeutig auf die Gewährleistung humanitärer Hilfe und den Schutz der internationalen Hilfsorganisationen gelegt. Italien übernahm die Führungsrolle in einer sog. „coalition of the willing“ (etwa: Koalitation der Willingen/Wollenden). Die in der UN-Resolution enthaltene Formulierung „multinationale Schutztruppe“ wurde von Italien übernommen und auf Italienisch mit „Forza Multinazionale di Protezione (FMP)“ bezeichnet. Die Soldaten trugen aber keine blauen Uniformstücke („Blauhelme“), noch waren die Fahrzeuge, Helikopter usw. der Schutztruppe in Weiß lackiert, der traditionellen Farbe bei klassischen UN-Einsätzen. Auch die Kennzeichnung der Fahrzeuge lautete nicht „UN“, sondern „FMP“ und in einigen Fällen auch „AFMP“ für „Albania Forza Multinazionale di Protezione“.
Ettore Greco nennt das Vorgehen des UN-Sicherheitsrats demzufolge „delegated peacekeeping“ (delegierte Friedenssicherung), während Shalini Chawla den Begriff „subcontractor peacekeeping“ (etwa: Friedenssicherung durch Auftragnehmer) verwendet. Diese damals noch recht neue Form der Friedensmission, hatte sich u. a. bereits 1995 in den Einsätzen der IFOR und SFOR nach dem Bosnienkrieg (Teil der Jugoslawienkriege) bewährt. Tatsächlich wurde eine „klassische“ UN-Friedensmission zu keinem Zeitpunkt vom Sicherheitsrat erwogen.
Die Kosten der Operation Alba trugen die teilnehmenden Staaten selbst. Auch dies ist ein deutlicher Unterschied zu regulären UN-Friedensmissionen.

## Gründe für die Intervention

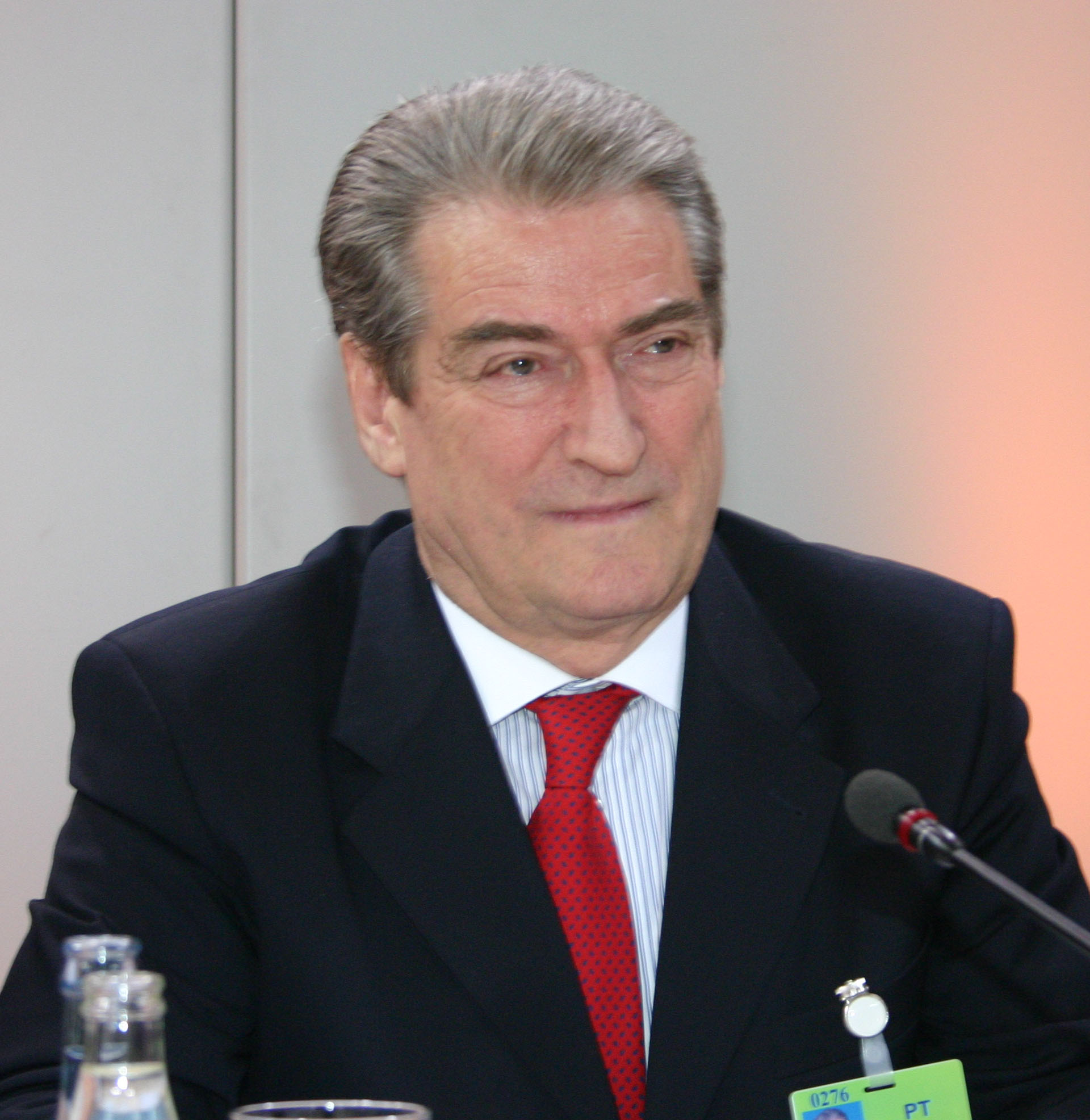
Sali Berisha (2006)

Zu Beginn des Jahres 1997 entwickelten sich nach dem Zusammenbruch großer Pyramidensysteme zahlreiche Unruhen in der Bevölkerung. Viele Albaner hatten unter hohen Zinsversprechungen ihre Ersparnisse in diese „Schneeballsysteme“ investiert und verloren. Die Bevölkerung beschuldigte primär den Staatspräsidenten Sali Berisha, war zudem unzufrieden mit der herrschenden Korruption und über die groben Unregelmäßigkeiten bei den vorangegangenen Parlamentswahlen des Jahres 1996. Dies führte in weiten Teilen des Landes zu Protesten, die besonders im Süden in eine Rebellion gegen die albanische Regierung und Vertreter der Demokratischen Partei auswuchs. Sali Berisha verhängte den Ausnahmezustand über das Land, aber dies konnte die Lage nicht mehr beruhigen. Auch der Rücktritt der Regierung unter Aleksandër Meksi Anfang März half nicht: Die Aufständischen forderten seinen Kopf.
Die Situation eskalierte in den nächsten Tagen immer mehr. Es kam in weiten Teilen des Landes zum Zusammenbruch der Rechtsstaatlichkeit, zu zahlreichen Plünderungen und Gewalt. Das Land stand am Anfang eines Bürgerkriegs. Zahlreiche Polizei- und Militäreinheiten desertierten und viele Waffendepots wurden durch die aufständischen Zivilisten geplündert. Durch die Plünderungen der Waffenlager gelangten nach Schätzungen westlicher Diplomaten über 100.000 AK-47 Sturmgewehre (nach anderen Quellen bis zu 650.000), große Mengen an Munition und Handgranaten sowie zahlreiche schwere Waffen in die Hände der Bevölkerung. Die staatlichen Organe hatten die Kontrolle praktisch im ganzen Land verloren.
In verschiedenen Regionen wurden lokale „Komitees von Aufständischen“ gegründet, die die Verwaltung übernehmen sollten und rigoros kontrollierten, wer in ihr „Gebiet“ einreiste. Die Aufständischen setzen sich aus aufgebrachten Zivilisten, Anhängern politischer Parteien, Kriminellen und anderen bewaffneten Banden zusammen. Oftmals stand die kriminelle Bereicherung durch Raub und Plünderung mehr im Vordergrund als politische Motive, aber auch auf Geheimpolizisten wurde aus Rache gezielt Jagd gemacht. Die Zahl der Toten bei den bürgerkriegsähnlichen Unruhen im Land, wird bis Anfang April auf etwa 2.000 Zivilisten, Soldaten, Militärangehörige und Geheimpolizisten geschätzt.
Unter Vermittlung des OSZE-Sonderbeauftragten Franz Vranitzky erklärte Berisha am 9. März den Rücktritt. Eine breit abgestützte Übergangsregierung unter dem Sozialisten Bashkim Fino sollte das Land bis zu Neuwahlen leiten, die vorzeitig stattfinden würden. Die Lage beruhigte sich aber nur wenig, und die provisorische Regierung hatte nur wenig Einfluss.
Das daraus resultierende Chaos veranlasste Mitte März 1997 mehrere Länder unabhängig voneinander, ihre Staatsangehörigen aus Albanien zu evakuieren. Die Bundeswehr führte im Rahmen dieser Evakuierungen die Operation Libelle durch. Während dieser Operation wurden bei einem Feuergefecht auf einem Militärflughafen in Tirana von deutschen Soldaten die ersten Schüsse im Kampf seit dem Zweiten Weltkrieg abgegeben. Weitere Evakuierungsoperationen im März des Jahres waren die Operation Silver Wake durch die US Marines und die Operation Cosmas durch die griechische Marine.
Im Zuge der Unruhen nahm auch die Zahl der albanischen Flüchtlinge erheblich zu. Insbesondere Italien war Ziel dieses neu entstandenen Migrationsstroms, der mit etwa 10.000 bis 13.000 über das Adriatische Meer geflüchteten Menschen Mitte März 1997 besorgniserregende Ausmaße annahm. Eine Katastrophe ereignete sich am 28. März 1997, als die italienische Korvette „Sibilla“ der Minerva-Klasse das Flüchtlingsboot „Katëri i Radës“ rammte. Beim als Schiffsunglück von Otranto bekannt gewordenen Ereignis, kamen mehr als 80 albanische Migranten ums Leben oder wurden anschließend vermisst.
Italien, als Nachbarland mit traditionell zahlreichen Verbindungen und Interessen in Albanien, rechnete nun zunehmend damit, dass zur Wiederherstellung der Ordnung in Albanien auch militärische Gewalt notwendig sein würde, und bemühte sich um ein Mandat der Vereinten Nationen und die Unterstützung der OSZE. Zusätzlich warb die italienische Regierung um die Beteiligung einer Reihe von Verbündeten an einer möglichen Militärmission. Als dieses Ziel erreicht war, verabschiedete der Sicherheitsrat der Vereinten Nationen am 28. März die Resolution 1101 zur Stabilisierung der Lage in Albanien und leitete damit die Operation Alba ein.

## Organisation der Operationsführung
Italien wurde mit der Führung der Mission und der Schutztruppe (italienisch Forza multinazionale di protezione [FMP]) beauftragt. Der Chef des italienischen Generalstabs, Admiral Guido Venturoni, wurde zum Oberbefehlshaber der Gesamtmission ernannt. Im Führungsstab der Mission in Rom (COFIA, Comando Operativo Forze Intervento in Albania, engl. Operational Command Intervention Forces in Albania) waren auch Verbindungsoffiziere der anderen truppenstellenden Nationen permanent vertreten. Das italienische 3. Armeekorps unter dem Kommando von General Luciano Forlani übernahm die Führung der gesamten militärischen Operation. Ihm zur Seite stand ein multinationales Hauptquartier in Tirana, zu dem auch ein Team albanischer Militärs gehörte.
Es handelte sich um den ersten multinationalen Militäreinsatz unter italienischer Führung seit dem Zweiten Weltkrieg.
Ein „Lenkungsausschuss“, der sich aus hochrangigen Vertretern der Außen- und Verteidigungsministerien der beteiligten Länder zusammensetzte und in dem der Staatssekretär des italienischen Außenministeriums den Vorsitz führte, sorgte für die politische Führung und strategische Ausrichtung der Operation. Die Einrichtung dieses Gremiums, das während der gesamten Dauer der Mission 19 Mal zusammentrat, war der innovativste Aspekt der Operation Alba. Der Lenkungsausschuss wurde von einem Sekretariat unterstützt, das im italienischen Außenministerium angesiedelt war. Der Entscheidungsfindungsprozess basierte auf Konsens, was den Zusammenhalt der beteiligten Nationen stärkte und in der Folge die Verteilung von Aufgaben und Verantwortlichkeiten erleichterte. Die italienische Regierung förderte den Lenkungsausschuss und betrachtete ihn als geeignetes Instrument zur Vermeidung störender Kontroversen zwischen den Teilnehmerländern, wie sie während der UN-Operation UNOSOM II in Somalia aufgetreten waren. Eine der Hauptaufgaben des Ausschusses bestand darin, die Aktivitäten der Schutztruppe (FMP) zu überwachen, um sicherzustellen, dass das vom UN-Sicherheitsrat genehmigte Mandat erfüllt wurde. Der Ausschuss legte dem Sicherheitsrat, wie in der Resolution 1101 gefordert, insgesamt elf Berichte vor, darunter einen Abschlussbericht nach dem Abzug der Truppe. Der Ausschuss übermittelte die entsprechenden Informationen auch an die OSZE, die Europäische Union, die Westeuropäische Union und die NATO. Vertreter der albanischen Regierung nahmen regelmäßig als Beobachter an den Sitzungen des Lenkungsausschusses teil.

## Beteiligte Staaten und Gliederung der Schutztruppe

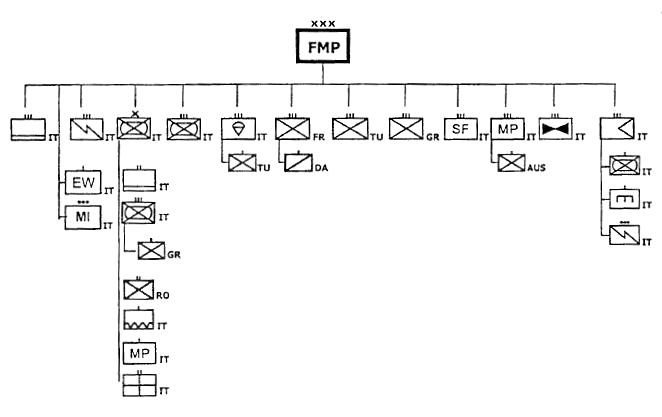
Zusammensetzung der FMP nach Truppengattung und Stärke

Insgesamt beteiligten sich elf europäische Staaten an der Operation. Diese stellten unterschiedliche Truppengattungen in folgender Stärke:
| Nation       | Anzahl Truppen | Hauptquartier  |
| ------------ | -------------- | -------------- |
| Italien      | 3800 (Führung) | Tirana         |
| Frankreich   | 0950           | Durrës         |
| Griechenland | 0800 oder 802  | Elbasan, Vlora |
| Türkei       | 0760           | Tirana         |
| Rumänien     | 0400           | Gjirokastra    |
| Spanien      | 0350           | Lezha          |
| Dänemark     | 0110           | Durrës         |
| Österreich   | 0060           | Tirana         |
| Slowenien    | 0020           |                |
| Belgien      | 0015           |                |
| Gesamtstärke | 7265           |                |

Auf italienischer Seite, als dem größten Einzelkontingent der FMP, nahmen folgende Einheiten an der Operation teil:
- 9. Fallschirmjäger-Sturmregiment „Col Moschin“
- Luftbewegliche Brigade „Friaul“
- 18. Bersaglieri-Regiment (Teil der Bersaglieri-Brigade „Garibaldi“), heute 1. Bersaglieri-Regiment, Cosenza
- 187. Fallschirmjägerregiment (Teil der Fallschirmjägerbrigade „Folgore“)
- 151. Infanterieregiment (Teil der mechanisierten Infanteriebrigade „Sassari“)
- 1. Fallschirmjäger-Carabinieri-Regiment „Toscana“[22]
- 1. Marineinfanterie-Brigade „San Marco“
- Einheiten der Heeresflieger AVES
- kleine Trupps von Spezialeinheiten

Weitere Einheiten anderer beteiligter Nationen waren beispielsweise:
- Dänemark – leichte Aufklärungseinheit (verstärkter Zug) aus Bornholm mit Mowag EAGLE-I Fahrzeugen[23]
- Slowenien – Sanitätszug (der erste Einsatz slowenischer Truppen im Rahmen einer multinationalen Friedensmission)
- Frankreich – 2. Marineinfanterie Regiment, Commando-Marineinfanterie des „Commando Jaubert“ und ein verstärkter Trupp vom Fallschirm-Fernspähregiment der „Forces spéciales“[24]
- Spanien – 10. Bataillon (X Bandera) der Spanischen Legion und eine Kompanie vom Logistikunterstützungskommando des Heeres[25]

## Durchführung der Operation

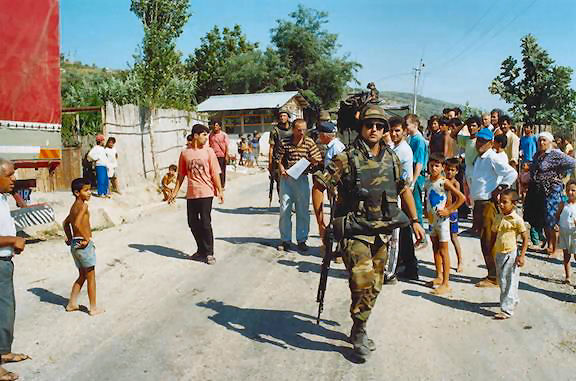
Italienischer Soldat der FMP in einem albanischen Dorf

Die Operation war in drei Phasen gegliedert und begann offiziell am 15. April 1997 (D-Day) mit der Ankunft der ersten italienischen, spanischen und französischen Truppen im Hafen von Durrës und am Flughafen von Tirana. Vorausgegangen war ab dem 5. April bereits die Entsendung eines kombinierten Vorauskommandos, das sich hauptsächlich aus Spezialeinheiten verschiedener Ländern (Frankreich, Spanien, Griechenland und Österreich) zusammensetzte. Dieses Vorauskommando hatte die Aufgabe, die Umgebung, die Schifffahrtswege, die Hauptverkehrsachsen und weitere sensible Bereiche für die Ankunft der FMP-Kräfte zu erkunden. Die erste Phase wurde am 22. April mit der Dislozierung nahezu aller Kräfte der FMP abgeschlossen.
In der zweiten Phase hatte die FMP folgende Zielsetzungen:
- Schutz der Kräfte und Sicherstellung der Bewegungsfreiheit für die FMP-Einheiten
- die Kontrolle der wichtigsten Städte und Häfen des Landes (Tirana, Lezha, Shëngjin, Fier, Elbasan, Gjirokastra und Saranda)
- der Schutz der OSZE-Mission (ab D-Day+7) zur Vorbereitung von Neuwahlen
- Schaffung eines allgemein sicheren Umfeldes in den Gebieten, in denen staatlichen Stellen und die Nichtregierungsorganisationen humanitäre Hilfe leisten sollten

Die Truppen stellten zunächst die Ordnung in der albanischen Hauptstadt Tirana wieder her und errichteten bis etwa Mitte Juli in allen größeren Städten des Landes Stützpunkte und Kontrollposten. Es fanden darüber hinaus in allen Teilen des Landes umfangreiche Patrouillenfahrten statt.
Eine Woche nach Beginn der Operation, am 22. April, lief der Flugdeckkreuzer „Vittorio Veneto“, das Führungsschiff des italienischen amphibischen Einsatzverbandes „28º Gruppo navale“, an der Küste Albaniens vor Vlora auf Grund, konnte aber erfolgreich freigeschleppt werden.
Während der Operation ging die Gewalt im Land zwar weiter, nahm aber stetig ab. Die Schutztruppe galt bei allen Konfliktparteien weitestgehend als unparteiisch. Die Einheiten der FMP wurden aus diesem Grunde in der Regel nicht attackiert, sondern die Gefechte fanden zwischen rivalisierenden Gruppen oder zwischen Bewaffneten und Polizei- bzw. Armeeangehörigen Albaniens statt. Kriminelle Banden stellten mitunter ein größeres Sicherheitsproblem als die politisch motivierten Aufständischen dar. Im Zuge der Operation setzte die FMP auch zahlreiche Kriminelle fest und zog geplünderte Waffen ein. Die Schutztruppe vermied aber die direkte Konfrontation mit den Bewaffneten und stellte selbst aktiv keine Nachforschungen nach den geplünderten Waffen an.
Darüber hinaus halfen die Einsatzkräfte auch bei der Umschulung der albanischen Streitkräfte auf moderne Standards.

## Debatte über den Umfang des UN-Mandats
Gemäß der UN-Resolution 1101 war die multinationale Schutztruppe beauftragt, „die sichere und rasche Bereitstellung humanitärer Hilfe zu erleichtern und zur Schaffung eines sicheren Umfelds für die Missionen internationaler Organisationen in Albanien beizutragen, einschließlich derjenigen, die humanitäre Hilfe leisten.“ Der Zweck der Truppe wurde also in erster Linie als humanitär definiert, wie von den politischen Führern der truppenstellenden Ländern wiederholt betont wurde: Sicherung der Lebensmitteltransporte. Die Entwaffnung der Bevölkerung oder einzelner Gruppen Aufständischer gehörte nicht zum Mandat. Ihre Waffen dienen der Selbstverteidigung.
Zugleich wurde erwartet, dass sich der Einsatz der Truppe positiv auf die chaotische politische und sicherheitspolitische Lage des Landes auswirken würde, was auch tatsächlich der Fall war. Es war auch offensichtlich, dass die Truppe durch ihren Beitrag zur Beendigung des Sicherheitsnotstands wesentlich zum Erfolg des nun folgenden nationalen Aussöhnungsprozesses und der Friedensbemühungen beitragen konnte. Außerdem sollte die multinationale Truppe eine entscheidende Rolle bei der Schaffung der Voraussetzungen für Neuwahlen spielen.
Der begrenzte Umfang des der Mission erteilten Mandats stieß allerdings auch auf breite Kritik. Insbesondere schloss das Mandat jegliche Rolle der FMP bei der Bekämpfung und Entwaffnung der Aufständischengruppen beziehungsweise der kriminellen Banden oder bei der Erzwingung der Rückgabe der aus den Waffenarsenalen des Landes gestohlenen Waffen aus. Die albanische Regierung selbst forderte eine Ausweitung des Mandats der Truppe auf weitere Aufgaben wie die Überwachung der Munitionsdepots und die Kontrolle der Landesgrenzen.
Die truppenstellenden Länder lehnten diese Forderungen entschieden ab. Sie waren bestrebt, nicht in potenzielle Konfliktsituationen hineingezogen zu werden und sahen in der Begrenzung des Mandats eine wesentliche Voraussetzung für den Erfolg. Sie waren sich einig, dass die Niederschlagung der bewaffneten Gruppen und die umfassende Wiederherstellung der Ordnung der nach den Neuwahlen zu bildenden Regierung überlassen bleiben sollten. Internationale Organisationen sollten unterstützend beim Aufbau der dafür notwendigen albanischen Kräfte helfen. Außerdem war es keineswegs sicher, dass der UN-Sicherheitsrat einem weitergehenden Mandat zugestimmt hätte. Der UN-Generalsekretär Kofi Annan schloss eine Änderung des Mandats auch im Falle einer Verschlechterung der Lage entschieden aus. Insbesondere wandte er sich gegen die weitergehende Aufgabe zur Entwaffnung der Bevölkerung durch die Schutztruppe.
Die Betonung der humanitären – und eben nicht der politischen – Absichten der Mission zielte einerseits darauf ab, einen möglichst breiten Konsens im UN-Sicherheitsrat zu erreichen und andererseits in der Öffentlichkeit der beteiligten Länder keinen politischen Widerstand zu wecken.
UN-Generalsekretär Kofi Annan sagte dazu:

“This operation is a humanitarian one to make sure aid gets ro the people.”

„Diese Operation ist eine humanitäre Operation, die sicherstellen soll, dass die Hilfe bei den Menschen ankommt.“

Nach Angaben der in Albanien tätigen Hilfsorganisationen gab es allerdings nur eine begrenzte Nahrungsmittelknappheit im Land. „Es gibt hier keine Hungersnot. Kein einziger Mensch hungert“, sagte Nina Winquist-Galbe, Sprecherin des Internationalen Komitees vom Roten Kreuz. Die Mitarbeiter des Roten Kreuzes und des Welternährungsprogramms betonten außerdem, dass es seit Beginn der Krise keine größeren Zwischenfälle bei der Erfüllung ihrer Aufgaben gegeben habe und dass die wichtigsten Handelskanäle in Albanien offen geblieben seien.
Mehrere internationale Beobachter äußerten Zweifel an dem vom UN-Sicherheitsrat gebilligten Mandat oder an der tatsächlichen Fähigkeit der Truppe, es zu erfüllen. Selbst in Italien wurde die Diskussion über die Ziele und Mittel der Mission in Albanien sehr intensiv geführt. Die Tatsache, dass die Truppe nicht befugt war, polizeiliche Aufgaben wahrzunehmen, wurde weithin kritisiert. Angriffe lokaler Banden auf italienische Unternehmen und Geschäftsleute, die auch nach der Entsendung der Truppen wiederholt stattfanden, gaben Anlass zu der Forderung, die FMP mit deren Schutz zu betrauen. Auch die wiederholten Warnungen vor möglichen neuen Flüchtlingswellen erzeugten einen gewissen Druck auf die FMP, Boote an der Abfahrt von der albanischen Küste zu hindern und die beteiligten Schlepper festzusetzen.
Die Regierung von Romano Prodi erhielt die Zustimmung des Parlaments zur Entsendung der Truppen nach Albanien erst nach einer heftigen innenpolitischen Debatte, die sie beinahe zu Fall gebracht hätte. Sie war schließlich gezwungen, sich auf die Stimmen der Opposition zu stützen, nachdem die linksradikale „Partei der Kommunistischen Wiedergründung“, welche die Regierung Prodi bisher toleriert hatte, sich geweigert hatte, dem Einsatz zuzustimmen. Das Endergebnis war jedoch eine sehr große parlamentarische Mehrheit für den Einsatz. Um die politischen Gegner der Mission dauerhaft zu überzeugen, unterstrich die Regierung Prodi beharrlich den rein humanitären Charakter der Mission und stand jederzeit klar hinter den Äußerungen des UN-Generalsekretärs Kofi Anan.

## Die Wahlen im Juni und Juli

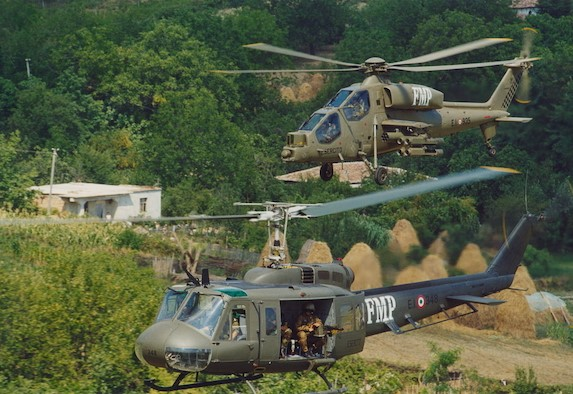
Italienische Hubschrauber der FMP vom Typ Bell UH-1 und Agusta A129

Alle Maßnahmen der Operation zusammengenommen machten geordnete Neuwahlen im Land erst möglich. Die FMP sorgte im Vorfeld und während der Parlamentswahlen im Juni und Juli 1997 für Sicherheit und Ordnung und trug als neutrale Kraft dazu bei, die Ruhe im Lande, insbesondere in den Wahllokalen, zu gewährleisten.
Der innenpolitische Prozess in im Vorfeld der Neuwahlen in Albanien war schwierig, aber dank des starken internationalen Drucks konnte am 9. Mai zwischen den wichtigsten Parteien und der internationalen Gemeinschaft eine Einigung erzielt werden. Diesem Abkommen zufolge waren die zügige Abhaltung von regulären Wahlen eine Voraussetzung, um weiterhin humanitärer Hilfe der internationalen Gemeinschaft zu erhalten. Dennoch versuchten die beiden größten politischen Parteien, die Sozialistische Partei Albaniens (PS) und die Demokratische Partei (PD), sich in den Wahlprozess einzumischen und ihn zu verlangsamen.
Die Resolution 1101 des UN-Sicherheitsrats lief ursprünglich zeitgleich mit den Wahlen aus und sollte daher wegen der immer noch angespannten Lage, bis nach den Wahlen verlängert werden. Die Resolution 1114 des Sicherheitsrates vom 19. Juni lieferte die Legitimation für die Verlängerung des Mandats der FMP. In der neuen Resolution wurde die Fortsetzung des Mandats für weitere 45 Tage ab dem 28. Juni 1997 gebilligt.
Gleichzeitig mit den Wahlen zum neuen Parlament wurde das Referendum über die Restaurierung der Monarchie in Albanien abgehalten. Vorgeschlagen wurde, die von 1928 bis 1944 unter König Ahmet Zogu und Viktor Emanuel III. bestehende Monarchie wieder einzuführen. Ahmet Zogus Sohn und Thronfolger Leka Zogu konnte Mitte April erstmals nach Albanien zurückkehren.
Die Parteien stritten lange über das Wahlgesetz. Die Zahl der Sitze im Parlament wurde von 140 auf 155 erhöht. 40 Sitze wurden nach dem Verhältniswahlrecht vergeben, die restlichen in Mehrheitswahl. Trotz der Präsenz der ausländischen Truppen verlief der Wahlkampf alles andere als friedlich; es sind mindestens 132 Personen umgekommen.
Am Wahltag, dem 29. Juni 1997, entsandte die OSZE 475 internationale Beobachter in nahezu alle Wahlkreise. Für den zweiten Wahlgang am 6. Juli und die Wiederholungswahlen in zwei Zonen am 13. Juli wurden wiederum Beobachter entsandt. Die FMP sicherte in allen Wahlkreisen den Einsatz der OSZE-Beobachter.
Die Wahlen selbst endeten mit einem Wahlsieg der Sozialistischen Partei und einer deutlichen Niederlage der seit 1992 regierenden Demokratischen Partei. Letztere focht zwar das Ergebnis in einigen Wahlkreisen an, akzeptierte aber grundsätzlich ihre Niederlage. Staatspräsident Berisha, Vorsitzender der Demokratischen Partei, trat wie angekündigt im Falle einer Niederlage nach den Wahlen zurück und erklärte am 30. Juni:

“The elections of yesterday were the only way to take Albania out of the crisis. Before making any comments I want to thank all European countries and their governments and institutions, especially Italy and the other countries participating in the Alba-operation, OSCE and Mister Vranitzky. Without their help we would not be able to carry out the elections.[…] I invite all the electors and members of Democratic Party to respect the results of the elections and to continue together to consolidate the democracy.”

„Die gestrigen Wahlen waren die einzige Möglichkeit, Albanien aus der Krise zu führen. Bevor ich mich dazu äußere, möchte ich allen europäischen Ländern und ihren Regierungen und Institutionen danken, insbesondere Italien und den anderen an der Operation Alba beteiligten Ländern, der OSZE und Herrn Vranitzky. Ohne ihre Hilfe wären wir nicht in der Lage gewesen, die Wahlen abzuhalten.[…] Ich lade alle Wähler und Mitglieder der Demokratischen Partei ein, die Ergebnisse der Wahlen zu respektieren und gemeinsam weiter an der Konsolidierung der Demokratie zu arbeiten.“

Nach der Bekanntgabe des Resultats des Referendums – 64 % der Stimmenden sprachen sich gegen die Wiedereinführung der Monarchie aus – versuchte Leka Zogu, bewaffnet und im Tarnanzug mit 300 Anhängern das Büro der Zentralen Wahlkommission in Tirana zu stürmen. Die Polizei erschoss dabei einen Monarchisten.
Die OSZE urteilte, dass die Durchführung der Wahlen weitgehend akzeptabel verlaufen war und, auch in Anbetracht der im Lande herrschenden Umstände, international anzuerkennen sei. Die Wahlen mussten natürlich im Kontext eines noch andauernden Konfliktlösungsprozesses nach der vorangegangenen schweren politischen Krise gesehen werden. Dies hatte auch Auswirkungen auf die Wahlstandards.
Neuer Ministerpräsident wurde Fatos Nano, der erst während der Aufstände aus dem Gefängnis gekommen war. Die politische Situation in Albanien sollte noch länger heikel bleiben. Während des Kosovokrieges im Jahr 1999 nutzten zahlreiche ausländische Streitkräfte Albanien zur Bewältigung der Flüchtlingskrise und, nach dem Rückzug der Serben aus Kosovo, zur logistischen Unterstützung ihrer dort stationierten Truppen.

## Ende der Operation
Die dritte Phase der Operation Alba begann Mitte Juli und umfasste den geordneten Rückzug der Truppen in ihre Heimatländer. Sie endete schließlich am 12. August 1997 mit dem Abzug der letzten italienischen Truppen aus dem Land.
Während der Operation war es zu keinen ernstlichen Kampfhandlungen gekommen. Es gab lediglich ein paar kleine Schusswechsel. Der Abschlussbericht der Mission an den UN-Sicherheitsrat erwähnt keine Todesopfer oder Verwundete in der Schutztruppe. Einer einzelnen AFP-Meldung zufolge wurde aber am 9. Juli 1997 in der Stadt Vlora ein italienischer Soldat nach einer Explosion tödlich verwundet.
Auch nach dem Ende der Operation Alba hatten insbesondere Italien und Griechenland ein vitales Interesse an Albanien. Seit dem Ende des Kalten Krieges haben mehrere italienische Regierungen die albanische Regierung offen politisch und wirtschaftlich unterstützt. Italien war der wichtigste Handelspartner und auch der wichtigste Investor des Landes. Darüber hinaus war Italien mit dem Flüchtlingsproblem konfrontiert und hatte ein starkes Interesse an einem stabilen albanischen Staat.
Nach dem Abzug der FMP ließen sowohl Italien als auch Griechenland eine kleine Anzahl von Truppen zurück, die als Berater fungierten und den Grundstein für eine systematischere Ausbildung und den Wiederaufbau der zerfallenen albanischen Streitkräfte legen sollten. Die damals etwa 75.000 Mann umfassenden albanischen Streitkräfte waren schlecht ausgerüstet und wenig motiviert. Die griechischen Streitkräfte beteiligten sich etwa mit einer verstärkten Kompanie von ca. 200 Mann an diesem Auftrag.
Das militärische Kooperationsabkommen, das Albanien im August 1997 mit Italien unterzeichnete, sah die Beteiligung von fast 300 italienischen Militärangehörigen vor, die in Tirana und Durrës stationiert werden sollten, um bei der Ausbildung der albanischen Militärpolizei und der Küstenwache zu helfen. Das Kooperationsabkommen mit einem Budget von 17 Millionen Dollar umfasste auch Schulungen und Beratungen in den Bereichen Luftverteidigung, Kommunikation und Transport. Außerdem sollten die Kontakte zur NATO rasch wiederaufgenommen werden.